# Karel van Lotharingen (1567-1607)

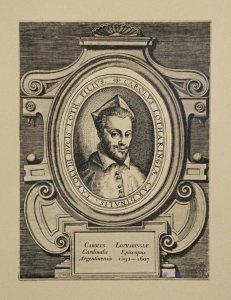
Karel van Lotharingen.

Karel van Lotharingen (Nancy, 1 juli 1567 - aldaar, 24 november 1607) was van 1578 tot aan zijn dood bisschop van Metz en van 1592 tot aan zijn dood bisschop van Straatsburg. Hij behoorde tot het huis Lotharingen.

## Levensloop
Karel was de tweede zoon van hertog Karel III van Lotharingen en Claudia van Valois, dochter van koning Hendrik II van Frankrijk. Hij studeerde aan de Universiteit van Pont-à-Mousson, gesticht door zijn vader, en daarna aan de Universiteit van Trier en aan de Sorbonne in Parijs.
Karel was voorbestemd voor een kerkelijke loopbaan. Hij was nog een kind toen hij in 1578 verkozen werd tot bisschop van Metz. Ook werd hij aangesteld tot kanunnik in de Dom van Trier, de Dom van Keulen, de Dom van Mainz en de Kathedraal van Straatsburg en abt van de abdijen van Gorze, Clairlieu, Saint-Mihiel, Saint-Vincent in Metz en Saint-Victor in Parijs. In 1589 werd hij door paus Sixtus V benoemd tot kardinaal-diaken en in 1591 kreeg hij als titelkerk de Sant'Agata dei Goti in Rome toegewezen. Ook trad hij meermaals op als stadhouder voor zijn vader in de hertogdommen Lotharingen en Bar.
Als bisschop van Metz introduceerde Karel met de hulp van de Jezuïeten de hervormingen van het Concilie van Trente. In 1588 zat hij een bisschoppensynode voor, waarbij afdelingen van de Orde der Miniemen en de Kapucijnen opgericht werden in Metz. Op 23 juni 1591 werd hij door paus Innocentius IX benoemd tot pauselijk legaat van de Trois-Évêchés (Metz, Toul en Verdun), die onder het bestuur van de Franse koning vielen.
In 1592 vond er in Straatsburg een betwiste bisschopsverkiezing plaats. De protestantse leden van de kapittel kozen Johan George van Brandenburg als nieuwe bisschop, terwijl de katholieke kanunniken naar Saverne vluchtten en daar op 9 juni Karel van Lotharingen verkozen tot tegenbisschop. Dit resulteerde in de Straatsburgse Bisschoppenoorlog, die zou aanslepen tot in 1604. Op 1 juli 1592 bevestigde paus Clemens VIII Karel als diocesaan administrator van Straatsburg.
In Saverne werd Karel bijgestaan door zijn jongere broer Frans, die hem veertig cavaleriemanschappen gaf. In 1592 ondernam hij een eerste poging om Straatsburg te veroveren, maar de invasie werd tegenhouden door protestantse troepen onder leiding van vorst Christiaan I van Anhalt-Bernburg. Vervolgens voerde Karel in 1593 een militaire campagne in de Elzas. Datzelfde jaar, in september 1593, werd het bisdom na bemiddeling van koning Hendrik IV van Frankrijk in twee stukken verdeeld. Zeven districten van het bisdom Straatsburg, waaronder Saverne, gingen naar Karel. De verdeling van Straatsburg bleef standhouden tot in 1604, toen Johan George van Brandenburg zijn rechten afstond aan Karel, die daardoor de enige bisschop werd.
In 1596 deed Karel zijn eerste pastorale bezoek aan Straatsburg. In 1597 overzag hij de productie van een nieuw missaal voor de katholieke clerus in het bisdom. Hetzelfde jaar stichtte hij in Nancy een noviciaat van de Jezuïeten. Ook promootte Karel pelgrimsoorden, zoals de abdij van Mont Sainte-Odile en de priorij van Marienthal in Haguenau. In 1603 werd hij door paus Clemens VIII bevestigd als primaat van Lotharingen, met als residentie de stad Nancy. Na het einde van de Straatsburgse Bisschoppenoorlog in 1604 hield Karel in 1605 ook in Straatsburg een bisschoppensynode.
In november 1607 overleed hij op veertigjarige leeftijd. Karel werd bijgezet in de kathedraal van Nancy.
- Bibliothèque nationale de France: cb10734528q (data)
- Gemeinsame Normdatei: 120189348
- International Standard Name Identifier: 0000 0000 1233 5941
- Virtual International Authority File: 56600797
- WorldCat: E39PBJmtxBBFftF64RjD3qyfMP